# Allach Juň
Allach Juň (rusky Аллах-Юнь, jakutsky Ааллаах Үүн) je řeka v Jakutské republice v Rusku. Je dlouhá 586 km. Plocha povodí měří 24 200 km².

## Průběh toku
Pramení v horách jihovýchodně od Verchojanského hřbetu. Téměř v celé své délce protéká po severozápadním okraji Judomomajské pahorkatiny v hluboké a úzké dolině. Na dolním toku vtéká do doliny, kde získává klidný charakter. Ústí zprava do Aldanu (povodí Leny).

### Přítoky
- zleva – Anča
- zprava – Sachara

## Vodní režim
Zdrojem vody jsou sněhové a dešťové srážky. Na jaře stoupá hladina o 3 až 5 m. Průměrný roční průtok vody činí 169 m³/s. Led se na řece udržuje přibližně 200 dní.

## Využití
Při vysokých vodních stavech je možná vodní doprava. V povodí se vyskytují sypké zlatonosné horniny.